# فن‌بوفن
فن‌بوفن (انگلیسی: Fenbufen) یک داروی ضد التهابی غیر استروئیدی در گروه مشتقات اسید پروپیونیک است.
این محصول توسط شرکت امریکن سینامید با نام تجاری Lederfen در دهه ۱۹۸۰ معرفی شد. به دلیل مسمومیت کبدی، در سال ۲۰۱۰ از بازارهای کشورهای توسعه یافته خارج شد.
این دارو از سال ۲۰۱۵ در تایوان و تایلند با چندین نام تجاری موجود بود.